# Chodakowska Fabryka Włókien Chemicznych „Chemitex”
Chodakowska Fabryka Włókien Chemicznych „Chemitex” – fabryka sztucznego jedwabiu znajdująca się w Chodakowie, dzielnicy Sochaczewa. Po II wojnie światowej zakłady weszły do zjednoczenia przemysłu Chemitex.

## Historia

### Pierwsze lata produkcji
Właścicielem gruntów był Józef Korc, który w lutym 1926 r. sprzedał 92 hektary za 23 500 dolarów umocowanemu przez rząd inżynierowi Józefowi Krzyżanowskiemu. Działał on w porozumieniu z inwestującym francuskim koncernem „Comptoir des Textiles Artificieles”, który planował budowę zakładu przemysłowego wytwarzającego włókna sztuczne. Prace konstrukcyjno-budowlane rozpoczęto w marcu 1927 r. i trwały dwadzieścia dziewięć miesięcy, pierwszą linię produkcyjną uruchomiono już w grudniu 1928 r. „Fabryka Przędzy i Tkanin Sztucznych Chodaków Spółka Akcyjna” początkowo zatrudniała ok. 300 pracowników, ale liczba ta systematycznie rosła, w 1933 r. było to 1000 osób, a w momencie wybuchu II wojny światowej 2145 osób. Pierwsza rozbudowa miała miejsce już w 1931 r., gdy powstała nowa hala, w której umieszczono tysiąc czterysta stanowisk pracy z elektrycznym napędem wirówek. Początkowo produkowano jedna tonę przędzy wiskozowej dziennie, planowano osiągnięcie trzech ton dziennie, ale dzięki nowoczesnemu parkowi maszynowemu pochodzącemu z Francji w 1938 r. produkowano 1740 ton dziennie, osiągając zysk 40% na każdym kilogramie produktu. W połowie lat 30. wybudowano elektrownię o mocy 9,5 MW, równocześnie powstawało zaplecze mieszkaniowe i socjalne. Do 1939 r. powstała kolonia domów jednorodzinnych i zespół siedmiu bloków z 54 mieszkaniami.

### Okres II wojny światowej
Po wybuchu II wojny światowej, podczas Bitwy nad Bzurą na terenie zakładów działał szpital polowy dla żołnierzy polskiej armii. Okupant ustanowił zarząd komisaryczny i wznowił produkcję, jednak brak bieżących remontów doprowadził park maszynowy do ruiny. Pod koniec 1944 r. hitlerowcy rozpoczęli rabunek mienia i wywożenie maszyn w głąb Rzeszy. 

### Lata powojenne
Po zakończeniu działań wojennych fabryka została znacjonalizowana, podlegała Centralnemu Zarządowi Przemysłu Włókienniczego w Łodzi i otrzymała nazwę „Państwowa Fabryka Sztucznego Jedwabiu nr 2 w Chodakowie”, w listopadzie 1945 r. wznowiono produkcję włókna wiskozowego. Rok później powstało Gimnazjum Przemysłowe, które w późniejszych latach zostało przekształcone w dwa zespoły szkół zawodowych. W 1947 r. produkowano 1700 ton przędzy wiskozowej, zatrudnienie wynosiło wówczas 2417 osób, wybudowano szerokotorową bocznicę kolejową i znacznie rozbudowano kotłownię. w tym samym roku powstała Stacja Opieki nad Matką i Dzieckiem oraz żłobek i przedszkole. Pod koniec lat 50. powstał zakładowy dom kultury z salą widowiskową, stołówka z własnym gospodarstwem rolno-produkcyjnym, biblioteka, przychodnia lekarska, kawiarnia i klub sportowy. Pomiędzy 1960 a 1962 r. miała miejsce znaczna rozbudowa, powstała nowa hala wydziału włókienniczego, ponownie rozbudowano kotłownię, zmodernizowano sekcję magazynową oraz wybudowano dwa kominy wyciągowe liczące po 80 metrów. W 1963 r. przyzakładowa szkoła zawodowa rozpoczęła działalność w nowym budynku. Dzięki trwającej w latach 1967–1968 modernizacji powstała instalacja do stałego odpowietrzania wiskozy, która miała niebagatelny wpływ na warunki pracy. Skutkiem ubocznym produkcji była emisja dwusiarczku węgla, w 1974 r. wprowadzono nowy system odsiarczający, dzięki czemu jego stężenie obniżono z 160 mg/m3 do 1–2 mg/m3. W 1976 r. zainstalowano klimatyzację wydziałów produkcyjnych oraz wprowadzono nowoczesne oświetlenie jarzeniowe, produkcja wówczas wynosiła 7771 ton przędzy dziennie (z 1149 ton w 1949 r.).
Produkcja była przeznaczona na rynek krajowy oraz eksport do Turcji, Pakistanu, Iranu i Birmy. Na początku lat 70. zakłady weszły w skład powstałego zjednoczenia przedsiębiorstw przemysłu chemicznego „Chemitex” i uzyskały nazwę „Chodakowska Fabryka Włókien Chemicznych „Chemitex”, w 1976 r. wytwarzały 1/3 krajowej produkcji włókien sztucznych.

### Upadłość

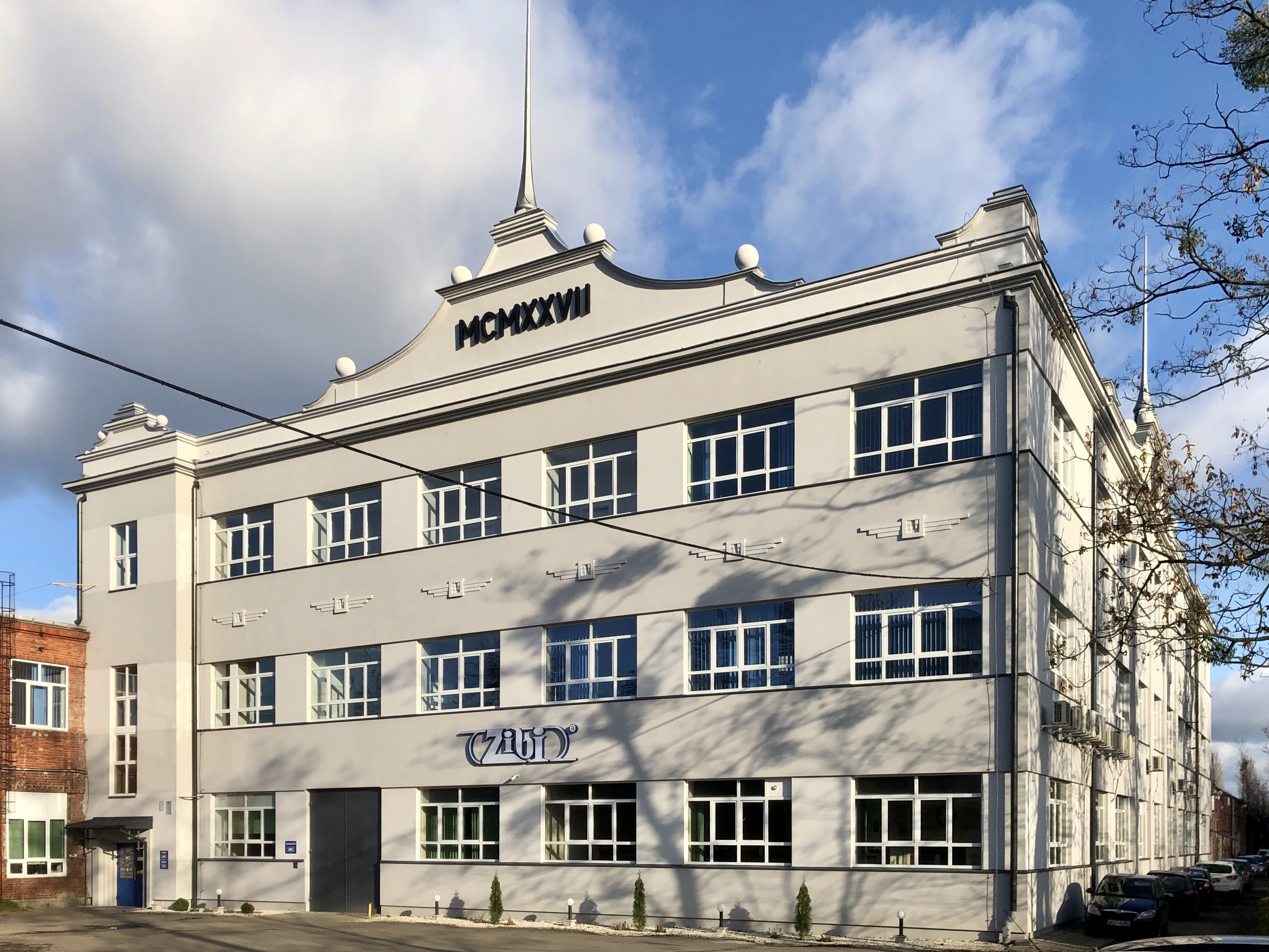
Dawny budynek administracyjny Fabryki Włókien Chemicznych „Chemitex”

Po zmianach ustrojowych przedsiębiorstwo było spółką akcyjną Skarbu Państwa, jednak otworzenie polskiego rynku na produkty importowane, postęp technologiczny oraz zaostrzenie norm związanych z ochroną środowiska miały wpływ na powolny upadek zakładów. Chodakowskie Zakłady Włókien Chemicznych „Chemitex” ogłosiły upadłość w 1999 r., rok później część terenu w zamian za długi przejęły władze miasta Sochaczew.